# Panthea
Panthea là một chi bướm đêm thuộc họ Noctuidae. 'Panthea trong tiếng Hy Lạp có nghĩa là "của tất cả Chúa".

## Các loài
- Panthea acronyctoides (Walker, 1861) – Black Zigzag
  - Panthea acronyctoides acronyctoides (Walker, 1861)
  - Panthea acronyctoides nigra Anweiler, 2009
- Panthea apanthea Anweiler, 2009
- Panthea coenobita (Esper, 1785)
- Panthea furcilla (Packard, 1864) – miền đông Panthea hoặc Tufted White Pine Caterpillar
  - Panthea furcilla furcilla (Packard, 1864)
  - Panthea furcilla australis Anweiler, 2009
- Panthea gigantea (French, 1890)
- Panthea greyi Anweiler, 2009
- Panthea grisea Wileman, 1910
- Panthea guatemala Anweiler, 2009
- Panthea hoenei (Draudt 1950)
- Panthea judyae Anweiler, 2009
- Panthea reducta Anweiler, 2009
- Panthea roberti de Johannis, 1928
- Panthea virginarius (Grote, 1880) – Cascades Panthea

## Hình ảnh

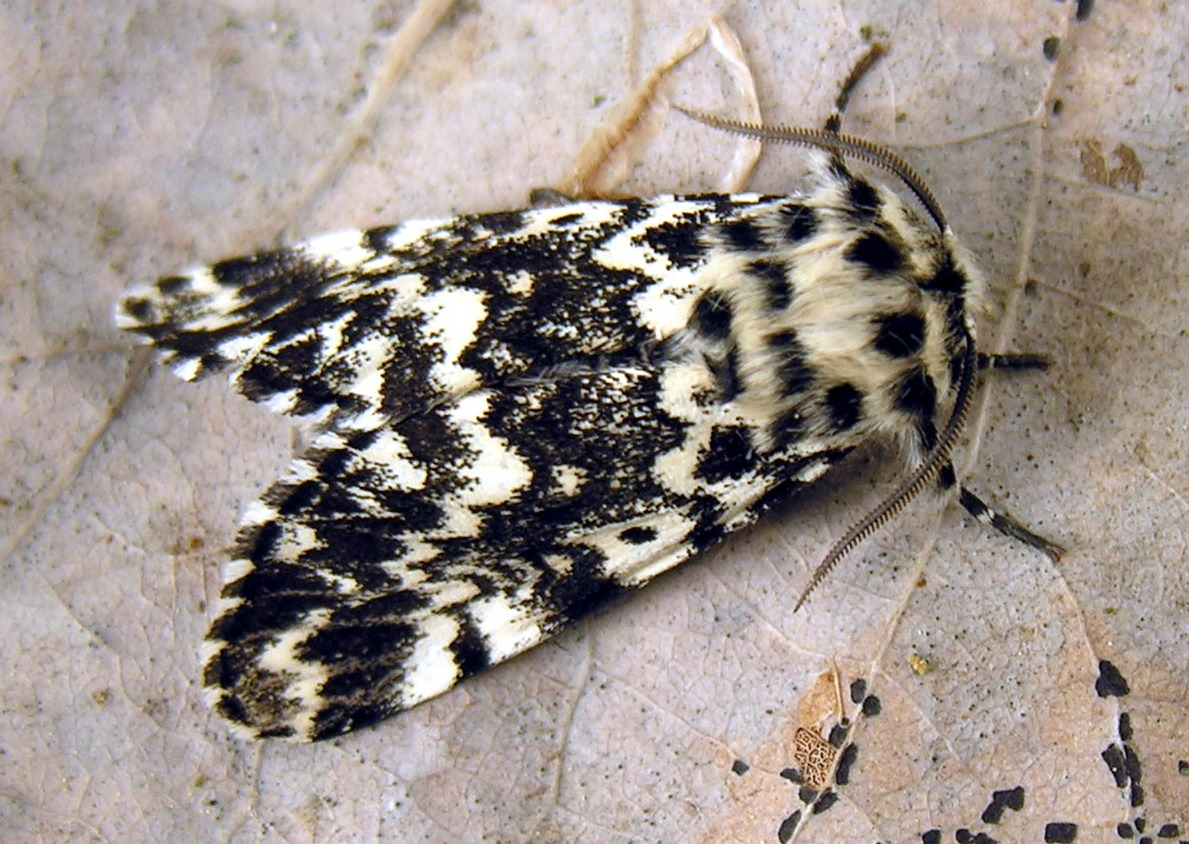
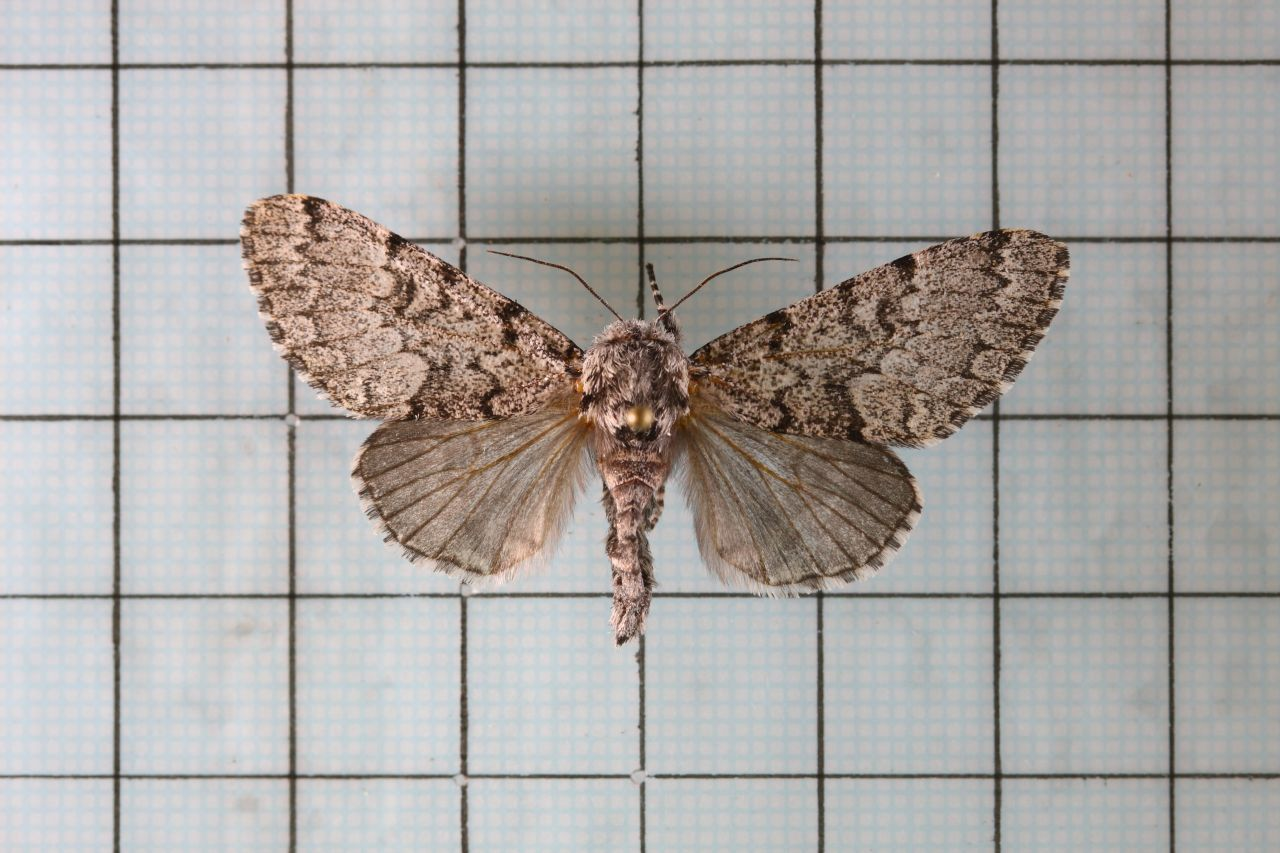